# Hermann Oettl
Hermann Oettl (* 13. April 1932 in Neuhaus bei Laufen; † 26. April 2006 in Salzburg) war ein österreichischer Orgelbauer.

## Leben
Hermann Oettl (Öttl) erhielt seine Ausbildung als Orgelbauer bei Dreher & Flamm bzw. Dreher & Reinisch. Er gründete nach Ablegung der Meisterprüfung 1962 einen eigenen Betrieb in Salzburg.

## Werkliste
| Jahr | Ort                     | Gebäude                             | Bild | Manuale | Register | Bemerkungen                    |
| ---- | ----------------------- | ----------------------------------- | ---- | ------- | -------- | ------------------------------ |
| 1964 | Salzburg                | St. Elisabeth                       |      | II/P    | 23       | [ 2 ]                          |
| 1965 | Salzburg                | Pfarrkirche Maxglan                 |      | II/P    | 20       | Chororgel (vorne rechts oben)  |
| 1966 | Waidring                | Pfarrkirche                         |      | II/P    | 18       | [ 3 ]                          |
| 1970 | St. Ulrich am Pillersee | Pfarrkirche                         |      | II/P    | 11       |                                |
| 1972 | Niederau                | Pfarrkirche                         |      | II/P    | 15       | 1980 auf 17 Register erweitert |
| 1973 | Frankenburg am Hausruck | Pfarrkirche Frankenburg am Hausruck |      | II/P    |          |                                |
| 1978 | Elsbethen               | Pfarrkirche zur Heiligen Elisabeth  |      | I/P     | 9        | [ 4 ]                          |
| 1980 | Puch bei Hallein        | Pfarrkirche                         |      | II/P    | 12       | [ 5 ]                          |

Restaurierungen:
| Jahr | Ort         | Gebäude                     | Bild | Manuale | Register | Bemerkungen                                                   |
| ---- | ----------- | --------------------------- | ---- | ------- | -------- | ------------------------------------------------------------- |
| 1969 | Dürrnberg   | Pfarr- und Wallfahrtskirche |      | II/P    | 15       | Umbau der Orgel von Johann Nepomuk Carl Mauracher aus 1861    |
| 1973 | Mauterndorf | Pfarrkirche Mauterndorf     |      | II/P    | 15       | Restaurierung der Orgel aus 1870 von Matthäus Mauracher d. Ä. |
| 1978 | Kaprun      | Pfarrkirche                 |      | I/P     | 8        | Instandsetzung der Orgel von Albert Mauracher aus 1885        |